# Rychnov nad Kněžnou
Rychnov nad Kněžnou (németül Reichenau an der Knieschna) település Csehországban, Rychnov nad Kněžnou-i járásban. Rychnov nad Kněžnou Synkov-Slemeno, Libel, Jahodov, Černíkovice, Lupenice, Lukavice, Vamberk, Solnice, Třebešov, Tutleky, Liberk és Javornice településekkel határos. Lakosainak száma 11 442 fő (2024. január 1.).

## Népesség
A település lakosságának változását az alábbi diagram mutatja:
| Lakosok száma | 6548 | 6449 | 6365 | 7207 | 10 069 | 11 736 | 11 004 | 10 998 | 10 717 | 11 442 |
|               | 1869 | 1890 | 1921 | 1950 | 1980   | 2001   | 2017   | 2019   | 2022   | 2024   |